# Kỳ thi năng lực Hán Ngữ
Kỳ thi năng lực Hán Ngữ (tiếng Trung: 汉语水平考试; Hán-Việt: Hán ngữ thủy bình khảo thí; bính âm: Hànyǔ Shuǐpíng Kǎoshì), viết tắt là HSK, là một bài thi tiêu chuẩn duy nhất đánh giá trình độ tiếng Trung Quốc dành cho người nước ngoài mà không sử dụng tiếng Trung là ngôn ngữ mẹ đẻ hoặc dành cho người Trung Quốc sinh sống ở nước ngoài.
Điểm số hoặc cấp độ của kỳ thi thường không được dùng làm tiêu chuẩn cụ thể để đánh giá mức độ thành thạo tiếng Trung của người đó. Ví dụ, một công việc có thể chỉ yêu cầu các ứng viên nước ngoài có trình độ "HSK5 trở lên".
Các kỳ thi được quản lý bởi Hanban, một cơ quan thuộc Bộ Giáo dục nước Cộng hòa Nhân dân Trung Hoa.

## Trường hợp và cách tổ chức
Bắt đầu phát triển trong năm 1984 tại Đại học ngôn ngữ và Văn hóa Bắc Kinh. Vào năm 1992 cuộc thi HSK đã được công nhận chính thức là một kỳ thi tiêu chuẩn cấp quốc gia. Tới năm 2005, thí sinh ở 120 quốc gia đã tham gia vào kỳ thi này, các bài kiểm tra đã được thực hiện khoảng 100 triệu lần (bao gồm cả các thí sinh người dân tộc thiểu số tại Trung Quốc). Tổng số thí sinh từ bên ngoài Trung Quốc được tuyên bố là khoảng 1,9 triệu người. Năm 2011, trường Cao đẳng Quốc tế Bắc Kinh đã trở thành trung tâm thử nghiệm HSK đầu tiên tiến hành kỳ thi HSK trực tuyến.
Bài thi HSK của tiếng Trung tương tự với chứng chỉ TOEFL trong tiếng Anh và chứng chỉ HSK được công nhận mà không có bất kỳ giới hạn nào ở Trung Quốc. Người dự thi được cấp một chứng chỉ về trình độ tiếng Trung, được sử dụng cho các mục đích học tập và các mục đích khác.
Đề thi HSK sử dụng tiếng Quan Thoại và chữ viết được sử dụng là tiếng Trung giản thể. Tuy nhiên, khi viết bài thi trên giấy, thí sinh có thể chọn làm bài thi bằng chữ Hán giản thể hoặc phồn thể tùy ý.
Bài kiểm tra có thể làm trên giấy hoặc qua mạng internet, tùy thuộc vào trung tâm tổ chức kỳ thi. Với bài thi qua mạng internet, phần viết với chữ Hán (từ HSK 3 trở lên) dễ dàng hơn vì chỉ cần viết bính âm của chữ đó và chọn chữ phù hợp từ bàn phím, trong khi ở trên giấy, thí sinh phải nhớ nét của các chữ Hán và viết chúng ra.
Thí sinh có kết quả xuất sắc có thể được trao một học bổng có thời hạn để tiếp tục học tập và nghiên cứu ngôn ngữ ở Trung Quốc.

## Cấu trúc đề thi 2010-2021
Cấu trúc kỳ thi hiện tại được giới thiệu vào năm 2010, với mục đích đánh giá "khả năng giao tiếp và ngôn ngữ toàn diện". Thay đổi đáng chú ý nhất là đã bao gồm bài thi viết ở tất cả các cấp (trước năm 2010 chỉ có trong trình độ cao cấp, không có trong kỳ thi  trình độ sơ cấp và trung cấp), kỳ thi cũng thay đổi hệ thống xếp hạng và sử dụng các cấu trúc câu hỏi mới. Đồng thời công bố danh sách các từ vựng, danh sách các bài thi trước đó và các bài thi mẫu có sẵn dưới dạng tài liệu chuẩn bị. Danh sách từ vựng đã được cập nhật vào năm 2012.
HSK bao gồm một bài thi viết và một bài thi khẩu ngữ (kỹ năng nói), được tổ chức riêng. Bài thi nói còn được gọi là HSKK (Tiếng Trung:  汉语 水平 口语 考试).

### Bài thi nghe, đọc, viết
| Cấp | Từ vựng             | Từ vựng             | Từ vựng              | Từ vựng              | Bài kiểm tra        | Bài kiểm tra        | Bài kiểm tra | Mô tả |
| Cấp | Từ (tích lũy / mới) | Từ (tích lũy / mới) | Chữ (tích lũy / mới) | Chữ (tích lũy / mới) | Nghe                | Đọc                 | Viết         | Mô tả |
| --- | ------------------- | ------------------- | -------------------- | -------------------- | ------------------- | ------------------- | ------------ | --- |
| 1   | 150                 | 150                 | 174                  | 174                  | 20 câu hỏi, 15 phút | 20 câu hỏi, 17 phút | Không có     | Được thiết kế cho những người học có thể hiểu và sử dụng một số từ đơn giản và một số câu đơn giản để giao tiếp, và chuẩn bị cho họ tiếp tục nghiên cứu tiếng Trung. Trong HSK 1, tất cả các chữ được viết cùng với phiên âm. |
| 2   | 300                 | 150                 | 347                  | 173                  | 35 câu hỏi, 25 phút | 25 câu hỏi, 22 phút | Không có     | Được thiết kế cho người học có thể sử dụng tiếng Trung một cách đơn giản và trực tiếp, áp dụng nó trong một tình huống cụ thể của cuộc sống hàng ngày. Trong HSK 2, tất cả các chữ được viết cùng với phiên âm.               |
| 3   | 600                 | 300                 | 617                  | 270                  | 40 câu hỏi          | 30 câu hỏi          | 10 mục       | Được thiết kế cho người học có thể sử dụng tiếng Trung để phục vụ nhu cầu của cuộc sống, nghiên cứu và công việc của họ, và có khả năng hoàn thành hầu hết các tình huống giao tiếp khi du lịch tới Trung Quốc.               |
| 4   | 1200                | 600                 | 1064                 | 447                  | 45 câu hỏi          | 40 câu hỏi          | 15 mục       | Được thiết kế cho người học có thể thảo luận về một loạt các chủ đề tương đối rộng rãi bằng tiếng Trung và có khả năng giao tiếp với người nói tiếng Trung Quốc với tiêu chuẩn cao.                                           |
| 5   | 2500                | 1300                | 1685                 | 621                  | 45 câu hỏi          | 45 câu hỏi          | 10 mục       | Được thiết kế cho người học có thể đọc báo và tạp chí bằng tiếng Trung Quốc, xem phim Trung Quốc và có khả năng viết và phát biểu dài bằng tiếng Trung.                                                                       |
| 6   | 5000                | 2500                | 2663                 | 978                  | 50 câu hỏi          | 50 câu hỏi          | 1 phần       | Được thiết kế cho những người học có thể dễ dàng hiểu bất kỳ thông tin nào được truyền đạt bằng tiếng Trung Quốc và có khả năng diễn đạt quan điểm một cách trôi chảy dưới dạng văn bản hoặc bằng lời nói.                    |

Các bài kiểm tra Nghe, Đọc và Viết đều có điểm tối đa là 100. HSK 1 và 2 do đó có số điểm tối đa là 200 với tối thiểu 120 điểm để đạt chứng chỉ. Các cấp cao hơn có tối đa 300 điểm với 180 điểm để đạt chứng chỉ. Không có số điểm tối thiểu được yêu cầu cho mỗi phần, miễn là tổng số điểm của các phần trên 120 hoặc 180 điểm.
Hanban cung cấp các ví dụ về các bài thi cho các cấp độ khác nhau cùng với danh sách các từ vựng cần thiết cho mỗi cấp độ. Những bài thi mẫu này cũng được cung cấp cùng với các file âm thanh cho bài kiểm tra Nghe trên các trang web của Viện Khổng tử QUT và HSK Academy.

### Bài thi khẩu ngữ
Các bài thi HSKK được tổ chức thành một kỳ thi riêng biệt. Tuy nhiên, ba cấp độ HSKK tương ứng với sáu cấp độ HSK của bài thi viết
| HSK cấp | HSKK cấp                     | Từ vựng | Nội dung                                 | Nội dung                                               | Nội dung                                                      | Nội dung  | Tổng điểm | Điểm đạt | Ghi chú |
| HSK cấp | HSKK cấp                     | Từ vựng | Phần 1                                   | Phần 2                                                 | Phẩn 3                                                        | Tổng cộng | Tổng điểm | Điểm đạt | Ghi chú |
| ------- | ---------------------------- | ------- | ---------------------------------------- | ------------------------------------------------------ | ------------------------------------------------------------- | --------- | --------- | -------- | --- |
| 1-2     | HSKK Sơ cấp (HSK口试初级)    | 200     | Nghe sau đó lặp lại                      | Nghe sau đó trả lời câu hỏi                            | Đọc đề sau đó trả lời bằng miệng (Đề bài có chú thích pinyin) |           | 100       | 60       | |
| 1-2     | HSKK Sơ cấp (HSK口试初级)    | 200     | 15 câu                                   | 10 câu                                                 | 2 câu                                                         | 27 câu    | 100       | 60       | |
| 1-2     | HSKK Sơ cấp (HSK口试初级)    | 200     | 4 phút                                   | 3 phút                                                 | 3 phút                                                        | 10 phút   | 100       | 60       | Ngoài thời gian trên còn có 7 phút chuẩn bị, tổng cộng bài thi dài 17 phút.                                        |
| 3-4     | HSKK Trung Cấp (HSK口试中级) | 900     | Nghe sau đó lặp lại                      | Nhìn bức tranh cho trước sau đó nói nội dung           | Đọc đề sau đó trả lời bằng miệng (Đề bài có chú thích pinyin) |           | 100       | 60       | |
| 3-4     | HSKK Trung Cấp (HSK口试中级) | 900     | 10 câu                                   | 2 câu                                                  | 2 câu                                                         | 14 câu    | 100       | 60       | |
| 3-4     | HSKK Trung Cấp (HSK口试中级) | 900     | 3 phút                                   | 4 phút                                                 | 4 phút                                                        | 11 phút   | 100       | 60       | Ngoài thời gian trên còn có 10 phút chuẩn bị, tổng cộng bài thi dài 21 phút.                                       |
| 5-6     | HSKK Cao cấp (HSK口试高级)   | 3000    | Nghe sau đó thuật lại nội dung nghe được | Đọc bằng miệng một đoạn văn cho trước (khoảng 250 chữ) | Đọc đề sau đó trả lời bằng miệng                              |           | 100       | 60       | |
| 5-6     | HSKK Cao cấp (HSK口试高级)   | 3000    | 3 câu                                    | 1 câu                                                  | 2 câu                                                         | 6 câu     | 100       | 60       | |
| 5-6     | HSKK Cao cấp (HSK口试高级)   | 3000    | 7 phút                                   | 2 phút                                                 | 4 phút                                                        | 14 phút   | 100       | 60       | Ngoài thời gian trên còn có 10 phút chuẩn bị (sau khi kết thúc câu đọc bằng miệng), tổng cộng bài thi dài 24 phút. |

## Cấu trúc đề kỳ thi 2021 trở đi
Ngày 2 tháng 6 năm 2021, Hanban thông báo thay đổi kỳ thi HSK 6 cấp lên 9 cấp, áp dụng từ tháng 7 năm 2021.
Điểm đổi mới là từ cấp 1 đên cấp 6 thi từng cấp riêng rẽ, đủ điểm tối thiểu theo yêu cầu sẽ được công nhận đạt cấp đó. Cấp 7 đến cấp 9 thi chung và tùy vào kết quả sẽ được công nhận đạt cấp 7, 8 hay 9.
| Cấp độ    | Band | Âm tiết                        | Âm tiết                   | Hán tự (nhận biết)             | Hán tự (nhận biết)        | Hán tự (viết)                  | Hán tự (viết)             | Từ                             | Từ                        | Chủ điểm ngữ pháp              | Chủ điểm ngữ pháp         |
| Cấp độ    | Band | Số lượng tăng thêm của mỗi cấp | Cộng dồn các cấp trước đó | Số lượng tăng thêm của mỗi cấp | Cộng dồn các cấp trước đó | Số lượng tăng thêm của mỗi cấp | Cộng dồn các cấp trước đó | Số lượng tăng thêm của mỗi cấp | Cộng dồn các cấp trước đó | Số lượng tăng thêm của mỗi cấp | Cộng dồn các cấp trước đó |
| --------- | ---- | ------------------------------ | ------------------------- | ------------------------------ | ------------------------- | ------------------------------ | ------------------------- | ------------------------------ | ------------------------- | ------------------------------ | ------------------------- |
| Sơ cấp    | 1    | 269                            | 269                       | 300                            | 300                       | 300                            | 300                       | 500                            | 500                       | 48                             | 48                        |
| Sơ cấp    | 2    | 199                            | 468                       | 300                            | 600                       | 300                            | 300                       | 772                            | 1272                      | 81                             | 129                       |
| Sơ cấp    | 3    | 140                            | 608                       | 300                            | 900                       | 300                            | 300                       | 973                            | 2245                      | 81                             | 210                       |
| Trung Cấp | 4    | 116                            | 724                       | 300                            | 1200                      | 400                            | 700                       | 1000                           | 3245                      | 76                             | 286                       |
| Trung Cấp | 5    | 98                             | 822                       | 300                            | 1500                      | 400                            | 700                       | 1071                           | 4316                      | 71                             | 357                       |
| Trung Cấp | 6    | 86                             | 908                       | 300                            | 1800                      | 400                            | 700                       | 1140                           | 5456                      | 67                             | 424                       |
| Cao cấp   | 7-9  | 202                            | 1110                      | 1200                           | 3000                      | 500                            | 1200                      | 5636                           | 11092                     | 148                            | 572                       |
| Tổng      | Tổng | 1110                           | 1110                      | 3000                           | 3000                      | 1200                           | 1200                      | 11092                          | 11092                     | 572                            | 572                       |

Hình thức và cấu trúc đề thi cấp 1-6 tương tự như phiên bản trước đây, cấp 7-9 mới như sau:
| Kết cấu đề thi | Kết cấu đề thi | Nội dung đề thi | Hình thức đề thi      | Số lượng câu | Số lượng câu | Số lượng câu | Thời gian thi (phút)                                     | Ghi chú                                                                         |
| -------------- | -------------- | --- | --------------------- | ------------ | ------------ | ------------ | -------------------------------------------------------- | ------------------------------------------------------------------------------- |
| Kết cấu đề thi | Kết cấu đề thi | Nội dung đề thi | Hình thức đề thi      | Khách quan   | Chủ quan     | Tổng         | Thời gian thi (phút)                                     | Ghi chú                                                                         |
| Nghe           | Phần 1         | Tin tức thời sự, đàm phán thương mại, tranh luận, phỏng vấn, diễn thuyết, hội thảo, phóng sự, hội nghị,...                                      | Chỉ ra đúng sai       | 10           | 0            | 40           | 30                                                       | Thi buổi sáng                                                                   |
| Nghe           | Phần 2         | Tin tức thời sự, đàm phán thương mại, tranh luận, phỏng vấn, diễn thuyết, hội thảo, phóng sự, hội nghị,...                                      | Chọn/viết đáp án đúng | 9            | 3            | 40           | 30                                                       | Thi buổi sáng                                                                   |
| Nghe           | Phần 3         | Tin tức thời sự, đàm phán thương mại, tranh luận, phỏng vấn, diễn thuyết, hội thảo, phóng sự, hội nghị,...                                      | Chọn/viết đáp án đúng | 15           | 3            | 40           | 30                                                       | Thi buổi sáng                                                                   |
| Đọc            | Phần 1         | Tin tức báo chí, văn bản khoa học kỹ thuật, báo cáo thống kê, luận văn học thuật                                                                | Chọn đáp án đúng      | 28           | 0            | 47           | 60                                                       | Thi buổi sáng                                                                   |
| Đọc            | Phần 2         | Tin tức báo chí, văn bản khoa học kỹ thuật, báo cáo thống kê, luận văn học thuật                                                                | Sắp xếp trật tự đúng  | 5            | 0            | 47           | 60                                                       | Thi buổi sáng                                                                   |
| Đọc            | Phần 3         | Tin tức báo chí, văn bản khoa học kỹ thuật, báo cáo thống kê, luận văn học thuật                                                                | Trả lời ngắn          | 0            | 14           | 47           | 60                                                       | Thi buổi sáng                                                                   |
| Viết           | Phần 1         | Phân tích mô tả biểu đồ, căn cứ váo số liệu đã cho để phân tích, luận chứng và đưa ra nhận định cá nhân                                         | Biểu đồ (200 chữ)     | 0            | 1            | 2            | 55                                                       | Thi buổi sáng                                                                   |
| Viết           | Phần 2         | Phân tích mô tả biểu đồ, căn cứ váo số liệu đã cho để phân tích, luận chứng và đưa ra nhận định cá nhân                                         | Đề tài (600 chữ)      | 0            | 1            | 2            | 55                                                       | Thi buổi sáng                                                                   |
| Dịch           | Phần 1         | Dịch viết hoặc dịch nói các văn bản tiếng nước ngoài thành tiếng Trung, các loại văn bản như: Sách hướng dẫn sử dụng, văn chính luận, nghị luận | Dịch viết             | 0            | 2            | 4            | 35                                                       | Thi buổi sáng                                                                   |
| Dịch           | Phần 2         | Dịch viết hoặc dịch nói các văn bản tiếng nước ngoài thành tiếng Trung, các loại văn bản như: Sách hướng dẫn sử dụng, văn chính luận, nghị luận | Dịch nói              | 0            | 2            | 4            | 6 (trong đó mỗi bài có 1 phút đọc đề và 2 phút dịch)     | Thi buổi chiều, toàn bộ bài thi miệng (dịch nói và thi nói) dài khoảng 24 phút. |
| Nói            | Phần 1         | Dùng ngôn ngữ giao tiếp hay chính luận, nghị luận,... để diễn đạt quan điểm cá nhân                                                             | Đọc nói ứng dụng      | 0            | 1            | 4            | 6 (3 phút chuẩn bị và 3 phút đáp đề)                     | Thi buổi chiều, toàn bộ bài thi miệng (dịch nói và thi nói) dài khoảng 24 phút. |
| Nói            | Phần 2         | Dùng ngôn ngữ giao tiếp hay chính luận, nghị luận,... để diễn đạt quan điểm cá nhân                                                             | Trả lời tổng hợp      | 0            | 3            | 4            | 3 (câu 1 và 2 có 30 giây đáp đề, câu 3 có 2 phút đáp đề) | Thi buổi chiều, toàn bộ bài thi miệng (dịch nói và thi nói) dài khoảng 24 phút. |
| Nói            | Phần 3         | Dùng ngôn ngữ giao tiếp hay chính luận, nghị luận,... để diễn đạt quan điểm cá nhân                                                             | Trình bày quan điểm   | 0            | 1            | 4            | 6 (3 phút chuẩn bị và 3 phút đáp đề)                     | Thi buổi chiều, toàn bộ bài thi miệng (dịch nói và thi nói) dài khoảng 24 phút. |
| Tổng           | Tổng           | |                       | 67           | 31           | 98           | 210                                                      | Thi buổi chiều, toàn bộ bài thi miệng (dịch nói và thi nói) dài khoảng 24 phút. |

## Thời gian và địa điểm tổ chức
HSK được tổ chức tại các trung tâm kiểm tra được chỉ định ở Trung Quốc và ở nước ngoài. Có thể tìm thấy danh sách các trung tâm tại trang web HSK.
Ngày thi được công bố hàng năm và các bài thi viết được tổ chức nhiều hơn các bài thi nói, thường khoảng một lần một tháng, tùy thuộc vào trung tâm tổ chức thi. Đăng ký dự thi thường được mở cho đến 30 ngày trước ngày thi thực tế cho bài kiểm tra trên giấy hoặc khoảng 10 ngày trước ngày thi thực tế cho bài kiểm tra trên máy tính. Kết quả thường có sau khoảng 30 ngày sau khi hoàn thành.
Bài thi không được phép tổ chức tại Đài Loan, Kim Môn, hoặc bất kỳ vùng lãnh thổ nào được kiểm soát bởi Trung Hoa Dân Quốc. Ở những khu vực này, chỉ có thể thực hiện bài kiểm tra TOCFL. Ngược lại, TOCFL không có ở Trung Quốc Đại lục, Hồng Kông hoặc Ma Cao.